# Seila deaurata
Seila deaurata is een slakkensoort uit de familie van de Cerithiopsidae. De wetenschappelijke naam van de soort is voor het eerst geldig gepubliceerd in 1990 door Rolán & Fernandes.